# 圓説
圓説（えんせつ、1714年〈正徳4年〉 - 1759年〈宝暦9年〉）は、江戸時代中期の日本の僧。木魚念仏の開祖で京・大坂を中心に活動した。京市中を風雨を別たず寒暑を論ぜず遠近巡杖して首からかけた木魚を叩きながら念仏を唱え歩いた。｢法傳寺講｣では、日課念仏を授けた者一万五千人に及んだという。そうして京･伏見の法傳寺（聖武天皇勅願寺・行基上人建立）を再建し同じく伏見の光月庵を建立し念仏道場を開設して仏法を説いた。
木魚念仏を“浄土一宗”と極めた面目躍如のことであったが、京中の寺院から“異義・異安心”の異端批判が巻き起こった。宝暦の伏見騒動の始まりであった。近世浄土宗史上稀なる事件であった。それが原因で罪を着せられ、配流・所払いにされる。
それにもめげず“宝暦事件”（尊皇事件）の最中、大坂の地で北野の宗金寺（聖武天皇勅願寺・行基上人建立）を再建した。この重なる尊皇顕彰行為で“極秘”の内に時の天皇、桃園天皇から紫服・紫紋幕および不退山号・木魚院号という称号を下賜された。

## 生涯
江戸時代・正徳4年（1714年）に琵琶湖の東、近江国は栗本郡下笠村小字寺内の横井七兵衛の子として生を受けた。幼きにして聡明で思いやりがあり、秀いでた実直な子であったという。
享保6年（1721年）8歳の時に父を喪い、母に自ら出家を請い母もその志に感じ許し、南笠の明楽寺の単譽の下で剃髪し出家した。諱は圓説（えんせつ）、字は鈍性、号は不退という。父の冥福を祈り追善供養と自身の解脱の為であると言った。気は剛にして夙（つとに）道を求める發心あり、篤く學ぶこと数年にて佛典を修した｡
享保12年（1727年）圓説15歳のとき志学して浄土宗の檀林（学問所及び養成所）がおかれた江戸は芝三縁山・増上寺（徳川家の菩提寺でもある）に掛錫（かしゃく）して学を究め解行功成し佛法の研究を性相す。浄土宗の浄土宗義の宗と戒の相承すなわち宗脈と戒脈の肝要を師匠から相伝された。
宗戒両脈を相承
宗戒両脈とは浄土宗には、一宗の根本義を伝える宗脈と戒を伝える戒脈の二つの伝法がある。宗脈とは、浄土宗義の肝要を師匠から弟子へ相伝することをいい、戒脈とは、浄土宗に伝承されている戒を師匠から弟子へ相伝することをいう。脈とは血脈のことで師匠から弟子へ法を伝えてゆく譜脈、即ち伝法の系譜をいい、宗脈においても譜脈を立て、戒脈においてもそれを立てるのである。浄土宗教師になるためにはこの両脈を相承する必要がある。
宗脈とは：法然は『選択集』一において、六大徳相承と浄土五祖の二つの相承について述べている。聖冏はこの意を受けて『顕浄土伝戒論』に「凡そ浄土一宗に於いて二の血脈有り所謂る宗脈と戒脈と是れなり。若し宗を伝ふるの時は必ず以て戒をも伝ふ。　此の条は殊に浄土一宗の学者彼此一同なり」と述べている。
戒脈とは：円頓戒では梵網相承（蓮華台上相承）と法華相承（霊山直授相承）との二種の戒脈を立てる。
享保15年（1730年）圓説18歳の時、自身を顧みて出家は亡き父の追福と自身の解脱の為である。今空しく月日を過ごしたならば再び生死の海に流転するであろう。徒に方便を守り、解脱という目的を忘れているとして増上寺に留まらず自他宗等の経典をくわしく極め､章疏を研尋する。
章疏を研尋
章疏とは章と疏で佛典の注釈書「佛教書の総称」浄土宗だけでなく浄土真宗・天台宗・真言宗・法華宗・禅宗・他等の経典を研尋する。その後､諸国遍歴の旅に出る。
享保16年（1731年）末より享保17年（1732年）の夏にかけて天候が悪く、年が明けても悪天候が続いた。冷夏と害虫により中国･四国･九州地方の西日本各地、中でもとりわけ瀬戸内海沿岸一帯が凶作に見舞われていた。享保の大飢饉である。徳川実紀によれば餓死者約97万人。また、250万人強の人々が飢餓に苦しんだと言われる。
享保元年（1716年）から始まった八代将軍吉宗の幕府政策・享保の改革はここに来て、一人徳川幕府支配体制だけの改革であったことが如実に明らかにされつつあった。幕府そのものは各諸藩の飢饉対策を尻目に、むしろその失政や各藩の財政の事情を握って、事あればお取り潰し等の仕置きを企んでいた。しかしその幕府財政の強化策が次第に裏目に出て来るのである。大飢饉を境にして朝廷の抵抗・各藩の反撥・農民の一揆・町民の反抗・浪人武士の横暴・学者の論撃とあらゆる世間世代から反幕府の気運の狼煙が沸き起こって来るのである。
流浪5年、享保20年（1735年） 圓説23歳のとき近江の郷里に帰り、妙楽寺にて説法を行い、武士庶民群集して法雨に浴した。圓説の宗門改革の始まりであった。大津の華階寺に座し元文3年（1738年）26歳になるまでこの地で念佛行を広めていった。

### 宗門改革　捨世派の影響
元文4年（1739年） 圓説27歳の時に正覚寺（京都・洛西七本松）の住職となる。吉水正流を宣布、邪命説法を弾斥していった。吉水正流（よしみずせいりゅう）とは浄土宗開祖法然上人の教えを原点とし忠実に念佛道を踏襲する事であった。邪命（じゃめい）とは僧が僧として不正とされる方法によって生活すること。乞食（こつじき）・信施（しんせ）などによらず、俗人と同じような生業を営んで生活の糧を得ること。
捨世派＝関通（関通は専修念佛の弘通に尽力した捨世派を代表する高僧）関通は尾張国の生れで俗姓は横井氏。(圓説も横井氏、二人は同じ様な足跡をのこしている。)『入信院文書』・『関通不退妄教化』の文献には二人を批判する文中には批判すれど、二人は導師としてその存在の大きさが浮き彫りになっている。

### 木魚念仏の開祖
（木魚本山之称一奏達）“浄土一宗”の誕生：
寛延2年（1749年） 圓説38歳から、大破していた伏見鳥羽の法傳寺（ほうでんじ）跡に小庵を建てて、そこに住みながら、如何にこの法傳寺を再建するかを計画する。正覚寺に居たときからの熱い思いの念仏改革の実行と人々に如何にこの思いを伝える実践行動をどうするかと、もう一つは再建資金の調達にあった。寺を再建するは並大抵な事では出来ない。正覚寺を離れた今、其れまでの檀信徒や縁故頼りは出来ないし、勧進をするにしても、どの様にするかであったが、圓説は考えるよりも行動に移す方が速かった。
今までの聲だけの念仏の唱え方では限りがある。まずは今までの既成説教や念仏の唱え方に対する反省と疑問点を推し量りて知る事、その上で何が足りないのか、他宗派のことはどうか、比較する様な物はあるか、参考になる様なものがあるか、考え知ることであった。圓説和尚には日蓮宗の僧侶とも親交があり、また黄檗山の僧侶とも繋がりがわかっている。黄檗山は禅宗の中でも木魚云々の使用で他派の疎外を受けていた。圓説和尚の木魚念仏の下地は出来上がっていた。
そうだ、法華の信徒が、あの経を唱えるときの調子には独特の節回しがある。念仏の唱和に取り入れては・・、ならば、声をあげて唱題や読経をするときに打ち鳴らすことで、聴覚的に調子を整える。打ち鳴らす木柾（もくしょう）や鉦、団扇太鼓の迫力があるものに何か替わる物はないか、傍と、これだと思いつくに時間はかからなかったであろう、よく似たものに木魚がある。禅宗の木魚は元々打ちて時を知らせるもので｢魚板｣(魚鼓)である。当時は読経に合わせても使われていた。
魚の形をしているのは、魚は日夜を問わず目を閉じないことから、寝る間を惜しんで修行に精進しなさいという意味である。そして、口にくわえた丸いものは煩悩を表し、魚の背をたたくことで煩悩を吐き出させる、という意味合いが有るという、圓説は見て取った。手に持ちては使用はされていない。これだ、この木魚を小さくして手に持つようにしてこれを叩きながら念佛を唱えれば、今までの念仏唱和とは全く違う姿になる。思いついたが早いが仏具屋に手持用の木魚を作らせた。木魚を握りしめ端を布で巻いた枹（ばち）で叩くとポクポクといい音が出る。これで聲を出し高く低くと念仏に合わせながら唱えると、得も言われぬ高揚感が出る。これだ・・・光月庵の『寺史』にも木魚使用の件がある。
圓説弾劾の答弁の中の受け答えに、「念仏策励の具なれば木鉦又は鉦鉐を叩くも差別なし木魚は其音響柔らかにして病者の耳に快く聞し得て木鉦鉦鉐よりも優れたるを自覚せしを以て自も用ひ他に勧めたるに何の不可あらんと」座しては居まい、行動あるのみ、開祖木魚念仏の“浄土一宗”の誕生である。
風雨を別たず寒暑を論ぜず遠近巡杖して京市中を首からかけた木魚を叩きながら念仏を唱え歩いた。法を説き兼て托鉢しながらの説法はますます広まり四部の弟子は慕効していくのである。｢法傳寺講｣では、日課念仏を授けた者一万五千人に及んだという。そして法傳寺の薬師堂と阿弥陀堂の再建勧進をも務め、其の浄財や寄付に布施を蓄積して一千数百金を得たり、その他相等の借財もあったというが、一宇を建立し願望を達したのが鳥羽の法傳寺であった。元々この法傳寺は奈良時代に行基上人（668-749年）が開基したと言う。当時の聖武天皇が病気平癒のための勅願所として薬師像を安置し、最初の呼称は「法田寺」と言ったが、後年「法傳寺」に改められた。本尊の「阿弥陀如来坐像」は鎌倉時代の作で本堂に安置されている。また「木造薬師如来坐像」は平安時代の作と考えられている。
また、この頃になると浄土宗の近辺の寺が圓説和尚を慕って末寺にと増えていった。寺格制度（本末制度）により、法傳寺は中本山として末寺十餘箇寺を有する寺院になっていた。寛延3年（1750年）頃、(圓説39歳) 伏見・光月庵を創建し弘化す。これは庵という名が示すように圓説和尚の終の住処として建てられたものと思われる。

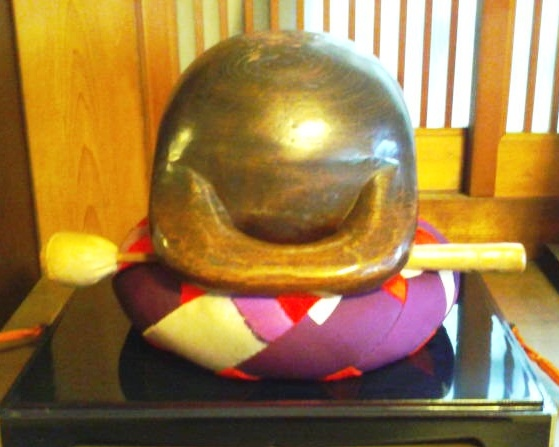
圓説和尚手作り木魚＝光月院蔵

大飢饉の飢えや疫病、大火事、大地震で亡くなった者への追悼供養と､生きている人々への死と対峙しての念仏への自覚、念死念仏の教えの啓蒙活動のためであったものが、圓説和尚の意思に拘わらず、瞬く間にその想いは民衆の心を捉え、何かにつけて幕府に抑えつけられている世の鬱積した不満が木魚を叩くことで厭世から逃れる様に高揚した気分になり野火のように木魚念仏が広がっていった。圓説の説法はますます盛んになり僧俗皆欽伏した。圓説は平生において衣服や房舎を飾らず、粗食を自戒として守っていた。

### 宝暦の伏見騒動
浄土宗で木魚を打ちて念佛するは最初の人という。圓説和尚の説法勧化拠点と行動には一つの方式が見て取れる。時の人達は、大に尊敬し不退上人と呼ぶ様になり、寺邉の街道を今に不退道（現在の鳥羽街道筋）というようになったという。天の利（理）・地の利（理）・人の利（理）を定めつつ巧みに京・大坂を行き来しつつ念仏の勧化に務めた。しかし出る杭は打たれるのが世の常、佛教界における新運動の動きに“異端批判”が沸き起こった。六群輩より妨難が起こる。宝暦の“伏見騒動”の始まりである。
読経にて木魚を鳴らすこと、甚だ宜しからぬ風儀なり。木魚は黄檗山隠元の将来したる器にして、明末の法弊より起る具なれば、本宗の如き古風を仰ぐ宗門にて、用ゆるべき器にあらず、木魚を叩き経を誦し念仏することは、浄土宗不退和尚より始まりて大いに法論になりしことあり。それゆえ浄土宗にても華頂山、禅宗の五山妙心寺、大徳寺などには決して木魚を用いずとある。天台宗「総本山・園城寺法明院七世　恭堂(敬彦)著 『続山家学則』より」
◆天台宗の重要な位置にある『無量寿経』→ 開経→『法華経』→ 南無妙法蓮華経→ 団扇太鼓→ 唱和には目を瞑り、天台宗もまた木魚念佛に対し古風を仰ぐ宗門等と本末転倒の意見を持ち出して異議を唱えた。圓説上人は日本佛教の殆どから異端とされ数々の批判を受けることになる。
不退円説の勧化説法が浄土宗の宗義、宗風に違反し、不穏当であるとして浄土宗の大坂天満門中・黒谷・百万辺門中、さらに伏見門中が本山知恩院と共に公儀へ告訴に及び、本山の決談所や公儀の西公事方へ不退圓説和尚が召寄せられた。糺明の吟味を受けた際の問答をとりまとめたものや、これに関する召寄状・受書・書翰等の往復文書類の留書が所収されており、この事件の顛末を知るこよなき資料となっている。
宝暦元（1751年）圓説40歳、宝暦年中に鳥羽法伝寺に所住した不退圓説という僧の説法勧化が原因となって、当時「伏見騒動」と呼ばれ近在の諸民の耳目をそばだてる宗論の公事出入に発展した近世浄土宗史上稀なる事件の記録が法傳寺に現存している。
歴史的背景は、いうまでもなく近世の宗教法制は、幕藩体制の擁護のために制定されたものであり、元和条目や寛文の諸宗法度にみられる通り、とくに異義・異安心の類は、厳しい統制の下におかれた。これに違反することは、由々しい事態を覚悟せねばならなかった。こうした制度下にあって不退圓説和尚の提唱は、ひとり浄土宗・京坂門中と云う特定の教団社会内部の教学論争に終始した事件に止まらず、多数の在家諸氏を捲きこんだ信仰問題、あるいは慣行的社会習俗を拒み公序良俗に反すると云う問題であったために、社会的問題として重視された。幕府公儀も当初は、単なる宗教的な行動ゆえと見ていたが社会的な、その広がりに少なからず恐れを感じつつあった。それが現実に脅威となったのは京中や近郊に止まらず大阪にまでその広がりが増えたことであった。元和元年（1615年）に「浄土宗法度（元和条目）」に「異安心」が制定されたが、その中には、庶民を扇動しあるいは宗義を曲解して新奇を標榜して信徒を集める浄土宗僧侶を取り締まる条目が設けられていた。
『圓説和尚の存念』を申すなら、浄土宗・吉水正流に基づいて正しく念佛を唱え教えて何が悪い、木魚は叩く物、経を唱えて木魚を叩くは禅宗の専売でもあるまいに、木魚を叩いて念佛を唱える事が悪いと言うなら、天台の法華の太鼓を叩きながらお題目を唱えるは悪いことになる、その道理をつまびやかに説明されよと宣わくも、民衆を扇動しての騒動を巻き起こしたとの解釈を押し通した本山と公儀のごり押しの裁断であった。敵は華頂山・本山知恩院と幕府にあり、その配下にある寺院もまた佛敵なりと、それを糾すに何の心に曇りもない 我が道をゆくのみ・・・ここに捨世派としての行動と概念が読み取れる。
この伏見騒動の顛末は光月庵の『寺史』に曰､ 法傳寺所蔵の上人の傳記に見ゆとして伏見三十余の本宗寺院が上人の徳を嫉妬し智恩院に訴えた｡その事を専政の弊此非道を敢行せりとしたためられている。しかし出る杭は打たれるのが世の常、佛教界における新運動の動きに“異端批判”が沸き起こった。六群輩より妨難が起こる。これが宝暦の“伏見騒動”である。
この光月庵の『寺史』を見ても如何に知恩院側の言い分が言いがかりとしか思えない。木魚念佛が自然の妨害となり自他迷惑であると、此が本根であろう。裏を返せば万を越える多くの信徒が夫々の寺門を離れて圓説の元へと靡いたのである。当然、とくに京市中、伏見市中の他の寺院は檀信徒が離れるのである。経営そのものが危うくなり、存続がたち行かなくなる、教義等とは関係の無い、僧の我欲である。幕府の圧政の中で安穏と日々を過ごしてきた既成の寺院僧侶達の頭の上に突如として新しい念佛勧化の慈雨が天から降って来たのであるが、俗僧達には大雨になったので大慌て、ふためきが手に取る様である。圓説和尚から単なる嫉妬と言われても返す言葉もなかったかであろう。
しかし宗論の公事出入に近世浄土宗史上稀なる事件に元和条目や寛文の諸宗法度にみられる通り、得に異義・異安心の類は、厳しい統制の下におかれたいたので圓説和尚に勝ち目は無かった。

### 配流追放
宝暦三年（1752年） 圓説四十一歳　異風惑世の讒をうけ山城法傳寺より追放される。遠流ではなく所払いである。払う方の幾分の後ろめたさと、しかも天皇家の勅願寺の再建という事例に些かの思いが遠慮がちにそうさせたのであろうと推察される。尚、法傳寺以下の末寺も寺領や什物を引き渡し、寺を明け渡して閉門した。光月庵も同じような状態に置かれたたと思われる。光月庵『寺史』によると然るに上人の錫を難波宗金寺に移し給ひてより信徒の離散するもの多く為に昔日の如くならずと潮が引くように庵も寂れていったと云う。
圓説和尚、四十一歳 宝暦三年（1752年）～宝暦四年（1753年） 圓説和尚、四十二歳　追放され大坂北野宗金寺に留むる圓説和尚と宗金寺の関係は先の『問答一件記』『不退上人一件記』に曰、「不退は、即答、宗金寺ハ法伝寺抱寺二而者無之、則三番村ず移し候寺二而、起立 河内屋伊兵衛・河内屋加左工門と申両人二而候、看坊住持者 天満屋敷山本長右工門縁者則拙僧弟子二而候」と答えているように、宗金寺は法伝寺の末寺ではなく、不退の弟子が住持していた関係から不退の提唱する念佛の勧化所となっていたことがうかがわれ、弟子や信者に請われて、いわゆる勧請開山的役割を不退がもったものと思われる。
異風惑世の讒をうけ、山城法傳寺より追放され、当時、行基上人の旧蹟でしかも荒廃にまかせていた大坂北野宗金寺跡に留錫し、これを復興したと云うのである。この寺は元、佛光山宗金輪寺と言い、往昔に行基大士が浪花の長良橋新建之時に休息之地で、自の手で造られた願王尊像十一面に大悲之尊容の為に本尊而謄仰がれた。聖武天皇之勅願所であった。時至って宝暦の度大破していたのを不退師が住まわれた山城國の鳥羽法皇山宝伝寺で“浄土一宗”を創用され木魚を策励し誦経念佛を世人不レ知りて三是原二聖奨し哨す。還りて詰為 異風により惑世したと而以奏ずるものあり。惣本山に退師不レ屈し、敏達にして公儀に訟而転進不屈、還請讒者と対決におよんだが公儀の役無慙攻、公儀の役理解不諾として山城國を追放さる。退師感ずるに歎濁世なれど終りに至らずと此宗金輪寺廃跡を大愁常とし行脚、行頭陀常し説説三ケ年で之を再建す。
圓説和尚、四十一歳 宝暦三年（1752年）～四十四歳 宝暦六年（1755年）由緒のある寺だったが荒廃（宝暦度大破）していたこの寺を三年の間に再建したことで後の住職から当寺院の開山上人と言わしめた。

### 圓説和尚の終焉
宝暦九年（1759年）己卯八月三日病に遭い吉祥して寂す。（四十六歳）宝暦九年秋七月頃に病にかかり、自らの死期を悟り、一心に念佛を修す。同年八月一日後時を弟子に託し、八月三日の夜九時頃頭北面西に臥せ、僧伽梨を頂戴し励聲念佛を百遍行った。その時虚空を指し示し、「南無極楽世界阿弥陀佛。南無観世音菩薩。蓮台蓮台。南無勢至菩薩。善哉善哉」と合掌高聲し、唱え終わりて寂した。壽四十六、法臘三十五。隣邑の人が、紫雲が屋上を覆っているのを見て、圓説の臨終を知ったという。紫雲云々は名僧・高僧の逸話によく出てくる話であるが、其れだけ名を残す和尚であったと言うことである。その事は『続日本高僧伝 巻第十』の城州法傳寺沙門圓説傳に記されている。
不退和尚が許されるのは五十回忌あたる文化五年（1808年）の事である。大坂北野宗金寺（そうごんじ）は圓説和尚亡き後、江戸時代には一時超泉寺の末寺となっていた。文化十一年（1814年）に宗金寺住職の五世賢蓮社皆譽 徳阿頑愚が圓説上人の座像を造ったことを書き記した『不退上人像縁起』の文中にに佛光の山とあるので寺は存続されていた。宗金寺門下も圓説和尚の意に反しての公儀や本山知恩院に詫びを入れて赦免を得て上で寺を存続させていたが、幕府倒壊で先の赦免が重荷になってくる、明治維新の廃仏毀釈などの影響で寺の維持が危うくなると宗金寺門下も維新後にはこの逆に、天皇家に対する圓説和尚の顕彰行為を引合いに寺の存続のため走り回っているのが哀れでもある。明治・大正年間の大坂の北野の地図に宗金寺が存在しているのが見える。その後、宗金寺は衰退して超泉寺の末寺となっていたが圓説和尚の功績から山号を不退山･木魚院を名乗っていたという事が大阪の北野の寺院歴史にその名が残っていたが残念なことには先の戦争の大阪大空襲で町そのものが焼失してしまい、宗金寺があったかどうかさえ判らず、圓説和尚の足跡や記録や什器類が全て失われた事である。超泉寺も戦争で焼失し寝屋川に移転したそうだが現存していない。宗金寺に残されたであろう紫服・紫紋幕もまた灰と帰したのであろう。

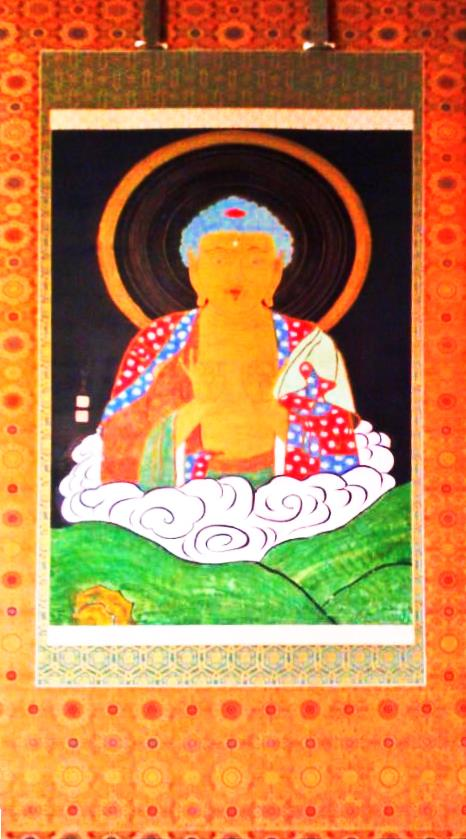
不退上人画・阿弥陀仏掛軸＝光月院蔵

### 明治維新と木魚念仏
圓説和尚の思いは、後に幕府の倒壊と明治維新で全て日の目を見る事になるのである。不退圓説和尚の行蹟を掲げることにより明治政府の神仏判然令に発端する廃仏毀釈運動の高まりの中で、第一に浄土宗寺院の危機を乗り越えようとした。先ずは本山知恩院の変貌である。知恩院は徳川家の庇護の元、安穏とした時を過ごしてきたが､徳川家べったりだった知恩院が京寺院の中で一人蚊帳の外に置かれ針のむしろ状態であった。維新政府を助ける事も無く、本願寺系統寺院の天皇家に対する顕彰行為と比べても歴然としていた。宗祖の法然上人の功績や皇籍の歴代門主だけが頼りで、その存亡も危うかったが異端の罪を着せ追い払った本山が、この圓説和尚の顕彰行為の数々の功績に救われるのであるが。現在の浄土宗の基になる正法宣揚､法然上人と聖光上人の教えを説く吉水正流を本流となし､圓説和尚の行うところの木魚念佛で浄土宗を広めようとした知恩院は決してその事は表沙汰にして口には出さないだろうが、その事だけを取り上げて見ても合点がいく（事）だろう。
圓説和尚の生み出した木魚念仏を唱えることは、浄土宗寺院では今や普通に行われている。知恩院の御本堂には大きな木魚が鎮座在しまして日常に使用されている｡

## 文献

### 圓説和尚の存在を記す浄土宗関係の文書
- 浄土宗大辞典編纂実行委員会 編『新纂浄土宗大辞典』浄土宗、2016年3月14日。ISBN 9784883630806。

「円説 えんせつ」の項

### 圓説上人関係研究論文
- 川添英一. “『鎮西国師行状和讃』と聖光房弁長聖光上人について”. 2022年2月12日閲覧。

2010年6月12日、大正大学巣鴨校舎で行われた浄土学研究会第六回学術大会での研究発表の原稿
- 伊藤正芳「木魚念仏不退円説上人研究（1）不退上人像とその胎内文書について」『佛教論叢』第54号、浄土宗、2010年3月25日、286-296頁、ISSN 0287-1165、2022年2月12日閲覧。
- 伊藤正芳「木魚念佛不退圓説上人研究（二）隆円編『近世念仏往生伝』における円説伝について」『仏教大学仏教学会紀要』第20号、2015年3月25日、23-40頁、ISSN 0919-5718、2022年2月12日閲覧。
- 平祐史「『開山不退上人本山江被召出候問答之一件記』の史料的性格について」『鷹陵史学』第3号、佛教大学歴史研究会、1977年7月1日、541-555頁、2022年2月12日閲覧。

### 関連文献
- 国史大辞典編集委員会 編『国史大辞典』 第四巻、吉川弘文館、1984年2月1日。ISBN 4-642-00504-8。
- 伊東洋二郎「鎮西国師行状和讃(異本)」『仏教和讃三百題 法の巻』三浦兼助et al.、東京市麻布区、1893年12月28日、6-7頁。doi:10.11501/818755。
- 辯才『吉水正流 日課要訓』伊予屋 佐右衛門、京都、1810年、30頁。doi:10.20730/100311722。※小泉吉永 蔵
- 隆円「圓説和尚」『近世念佛往生傳 2編巻4』專念寺、1808年、1-14頁。doi:10.20730/100097789。※岐阜市立図書館 蔵
- 道契「城州法傳寺沙門圓説傳」『続日本高僧伝』 10巻、鴻盟社、1884年、29-30頁。doi:10.11501/816827。
- 滋賀県近江栗太郡 編「僧不退」『近江栗太郡志』 巻参、滋賀県栗太郡役所、1926年6月30日、596頁。doi:10.11501/1020257。
- 「續山家學則」『近世仏教集説』国書刊行会〈国書刊行会刊行書〉、1916年3月25日、40-65頁。doi:10.11501/1920534。
- 宗金寺五世賢蓮社皆譽徳阿頑愚『不退上人像縁起』1813年 ※不退上人像胎内文書。法傳寺 蔵
- 『問答一件記』※法傳寺 蔵
- 開山上人『不退上人一件記』1871年 ※法傳寺 蔵
- 『知恩院日鑑』 ※知恩院 蔵
- 『寺史』 ※光月庵・光月院 蔵
- 「北野・寺院歴史」『大阪寺史』 ※宗金寺 蔵
- 『元和条目』 - 浄土宗法度
- 『諸宗法度』 - 浄土宗法度
- 『勅許紫衣之法』 - 徳川幕府諸法度
- 『禁中並公家諸法度』 - 徳川幕府諸法度